# Herzog Anton Ulrich-Museum

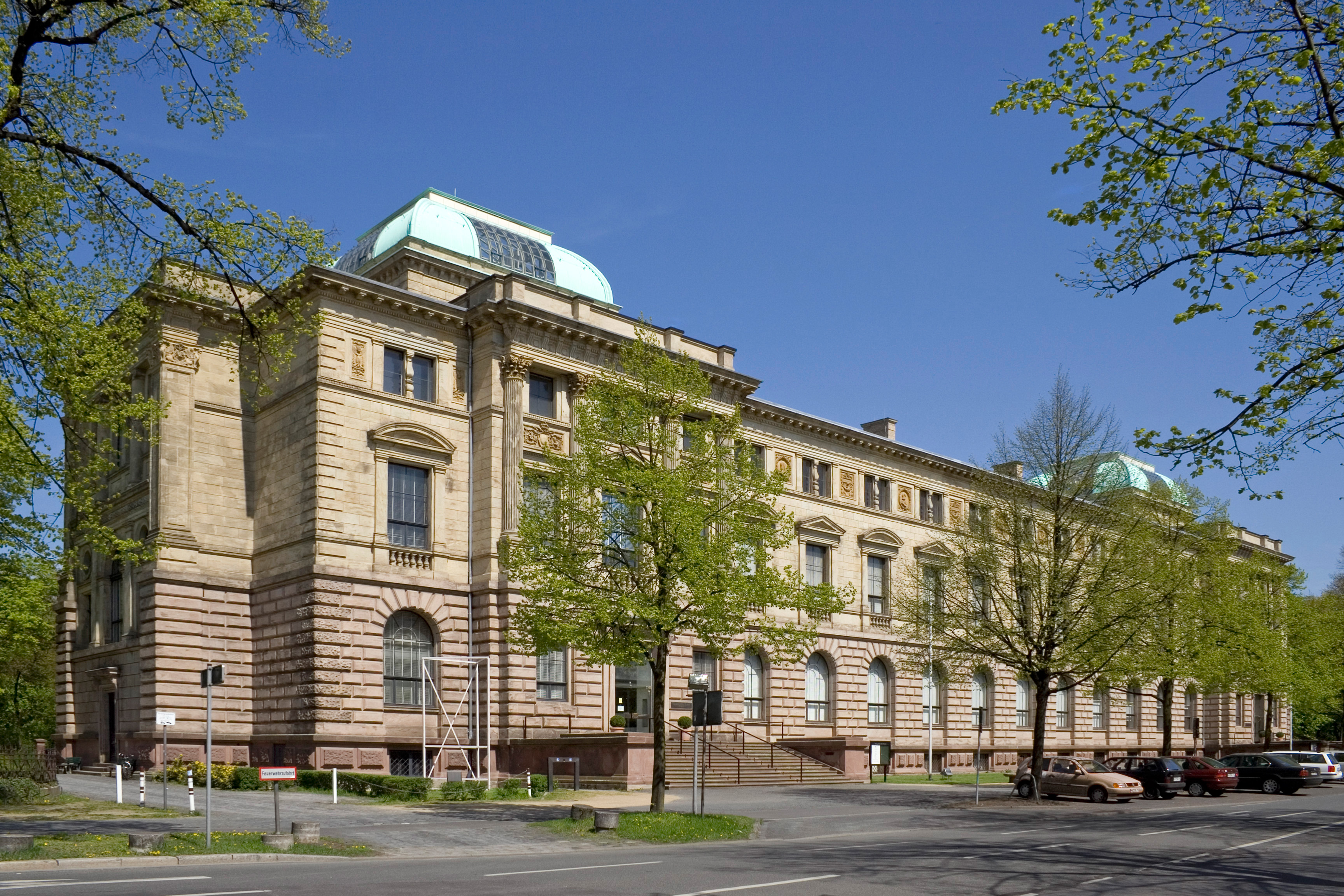
Het gebouw van het Herzog Anton Ulrich-Museum

Het Herzog Anton Ulrich-Museum, vaak afgekort tot HAUM, is een kunstmuseum te Braunschweig, in Duitsland.
Het zwaartepunt van de collecties ligt bij schilderkunst uit de periode 1500-1900 en grafische kunst, zoals kopergravures, etsen en prenten.
Het staat, omgeven door een klein park, aan de oostkant van de binnenstad van Braunschweig.

## Geschiedenis
Het museum werd geopend in 1754 en is daarmee een der oudste in Duitsland. Het was aanvankelijk gevestigd in het niet meer bestaande lustslot te Salzdahlum bij Wolfenbüttel en is genoemd naar Anton Ulrich van Brunswijk-Wolfenbüttel. Deze was van 1689 tot aan zijn dood hertog van het Vorstendom Brunswijk-Wolfenbüttel. De hertog was een veelzijdig kunst- en muziekliefhebber. Hertog Anton Ulrich had grote sommen geld van Frankrijk ter beschikking gekregen, waarvan hij eigenlijk een leger moest bekostigen. De hertog investeerde dit echter liever in kunstvoorwerpen en in gebouwen voor uitingen van muziek en andere cultuurvormen. Hij legde in Wolfenbüttel en vooral in zijn weelderige buitenverblijf bij het naburige Salzdahlum een grote collectie schilderijen aan, van vooral Hollandse en Vlaamse meesters. Het slot te Salzdahlum, dat weliswaar een fraaie stenen façade had, maar grotendeels van goedkoop hout was gebouwd, werd in 1813 wegens bouwvalligheid gesloopt. Het paleis had in Noord-Duitsland de spotnaam grootste houten monstruositeit ter wereld. De collectie, die in de Napoleontische tijd gedeeltelijk naar het Louvre in Parijs was verhuisd, ging in de 19e eeuw deel uitmaken van het Herzog Anton Ulrich-Museum te Braunschweig.
De door de Verlichting beïnvloedde hertog Karel I van Brunswijk-Wolfenbüttel liet bij zijn aantreden in 1735 de residentie van het vorstendom van Wolfenbüttel naar Braunschweig verplaatsen. Hertog Karel I liet in het gebouw Alter Mosthof, en later in de grotere Neue Mosthof in Braunschweig een kunst- en rariteitenverzameling onderbrengen, en maakte deze in 1754 openbaar toegankelijk: een jaar na de opening van het British Museum te Londen was een der eerste musea van Duitsland ontstaan. De collectie van hertog Karl bestond onder andere uit beeldhouwwerken, voorwerpen uit de klassieke oudheid en exotische kunstvoorwerpen uit Azië.
Na de val van Napoleon in 1815 was een groot deel van de door de Fransen geroofde Duitse kunst naar het land van herkomst teruggehaald. Hoe en waar de schilderijen uit Salzdahlum in de 19e eeuw bewaard en eventueel tentoongesteld werden, is niet duidelijk. Voor de bouw van een passend nieuw museumgebouw was pas weer geld beschikbaar, toen het hertogdom in 1871 definitief in het Duitse Keizerrijk was opgegaan. In 1882 werd een prijsvraag voor architecten van een nieuw museum uitgeschreven. In 1887 ging het nieuwe, in neorenaissancestijl naar ontwerpvan Oskar Sommer gebouwde museum open. Ten noorden van het museum werd een openbaar park aangelegd, en aan de overkant verrees een in dezelfde stijl gebouwde schouwburg, het Staatstheater Braunschweig.
Het museumgebouw liep in de Tweede Wereldoorlog, ook tijdens de zware geallieerde bombardementen van 15 oktober 1944, waardoor een vuurstorm een groot deel van de stad Braunschweig in de as legde, relatief weinig schade op.
Het 12e-eeuwse kasteel Burg Dankwarderode werd in de 17e eeuw na verwoestingen door voorafgaand oorlogsgeweld en enige branden gerestaureerd in een overgangsstijl tussen renaissance en barok. Van 1635 tot aan zijn verhuizing naar Wolfenbüttel in 1643 werd het Palas, het restant van het gebouw bewoond door hertog August van Brunswijk-Wolfenbüttel ; het had in die tijd de bijnaam Mosthaus. Van 1808 tot 1873 was het vervallende gebouw als kazerne in gebruik. Nadat het in 1873 was afgebrand, had het voor stadsuitbreiding en wegenbouw gesloopt moeten worden. In het laatste deel van de 19e eeuw was echter het reconstrueren van middeleeuwse gebouwen erg in de mode. Op kosten van regent Albert van Pruisen (1837-1906) liet de stadsbouwmeester van Braunschweig, Ludwig Winter tussen 1887 en 1906 een reconstructie van het kasteel bouwen, in neoromaanse stijl. Zware bomschade in de Tweede Wereldoorlog aan Burg Dankwarderode werd later provisorisch hersteld.

## Collecties
Reeds hertog Ulrich August had tamelijk onbekende werken verworven van de hand van Lucas van Leyden, Rembrandt, Jan Steen, Adriaen van der Werff, die de hertog ook opzocht in zijn atelier, Gerbrand van den Eeckhout, Jean-Étienne Liotard, Jan van Huysum, Ferdinand Bol, Melchior de Hondecoeter, Pieter Lastman, Jan Lievens, Philip Wouwerman en Vermeer. Veel van deze werken, aangevuld met enige aankopen of ontvangen schenkingen, uit de 19e-21e eeuw, zijn tot op heden in het museum te zien.
Zeer belangrijk is ook de collectie grafische kunst, waaronder kopergravures, overwegend uit de periode tot ca. 1800. Samen met de collectie van de Herzog August Bibliothek te Wolfenbüttel is deze uit tienduizenden bladen bestaande verzameling gedeeltelijk gedigitaliseerd, en kan worden bekeken op een website Virtuelles Kupferstichkabinett, zie link onderaan dit artikel. Tot de makers van deze bladen behoren de meeste etsers, kopergraveurs e.d. van betekenis in het 16e- tot en met 18e-eeuwse West-Europa.
In de Burg Dankwarderode is een collectie middeleeuwse voorwerpen van het museum te bezichtigen. Onder andere staat er sinds 1980 de in opdracht van Hendrik de Leeuw omstreeks 1164-1185 gemaakte leeuwensculptuur Braunschweiger Löwe, Brunswijker Leeuw; op de oude locatie in de stad bevindt zich sinds 1989 een replica hiervan. Verder behoort een aan Keizer Otto IV toebehoord hebbende 12e-eeuwse keizersmantel tot de collectie.

## Besturende instantie, gelieerde musea

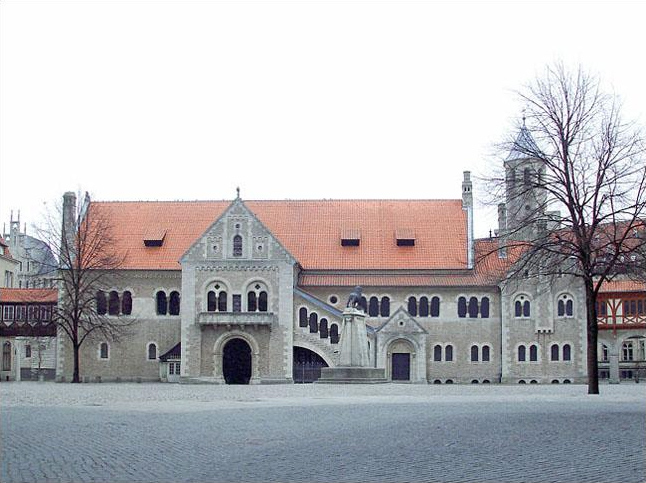
Burg Dankwarderode

Het museum wordt geëxploiteerd door een organisatie, gelieerd aan de Duitse deelstaat Nedersaksen, met de naam 3Landesmuseen.
Hieronder valt naast het HAUM ook het Natuurhistorische Museum Braunschweig (geologie, fossielen, archeologie etc.), dat evenals het HAUM zijn oorsprong vindt in de vanaf 1754 geëxposeerde collecties van hertog Anton Ulrich van Brunswijk-Wolfenbüttel.
Het derde museum, dat tot deze groep behoort, is het anno 2024 over drie locaties verdeelde Braunschweigische Landesmuseum. Dit museum bezit een waardevolle collectie judaïca, die grotendeels al in de 18e eeuw tot stand is gekomen. Verder is het een historisch en godsdiensthistorisch museum.
Het kasteel Burg Dankwarderode, nabij de Dom van Braunschweig, is een afdeling van het HAUM.

## Enkele topstukken uit de schilderijencollectie

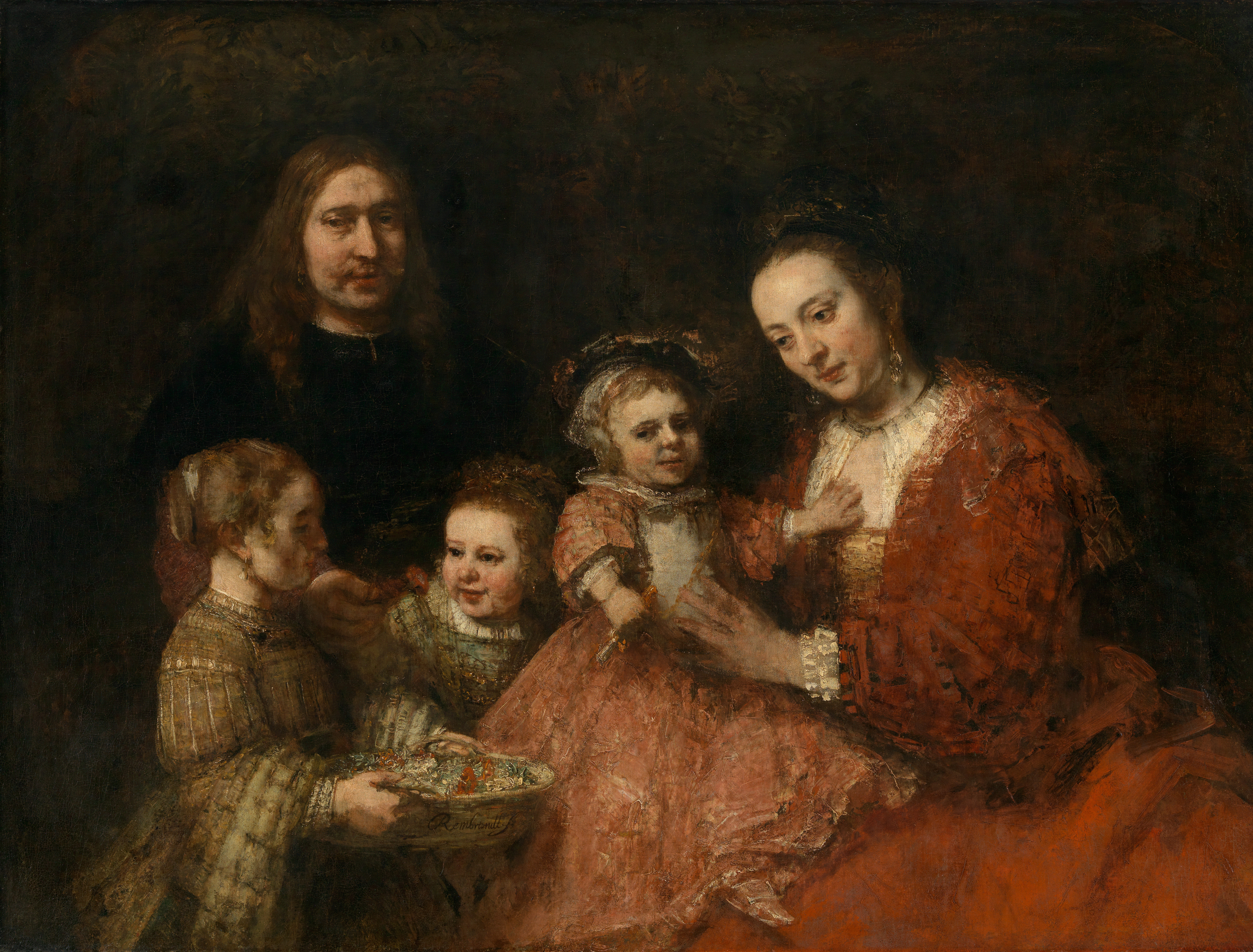
Rembrandt van Rijn, Familieportret, tussen 1665 en 1668
Johannes Vermeer, Dame en twee heren, ca. 1660
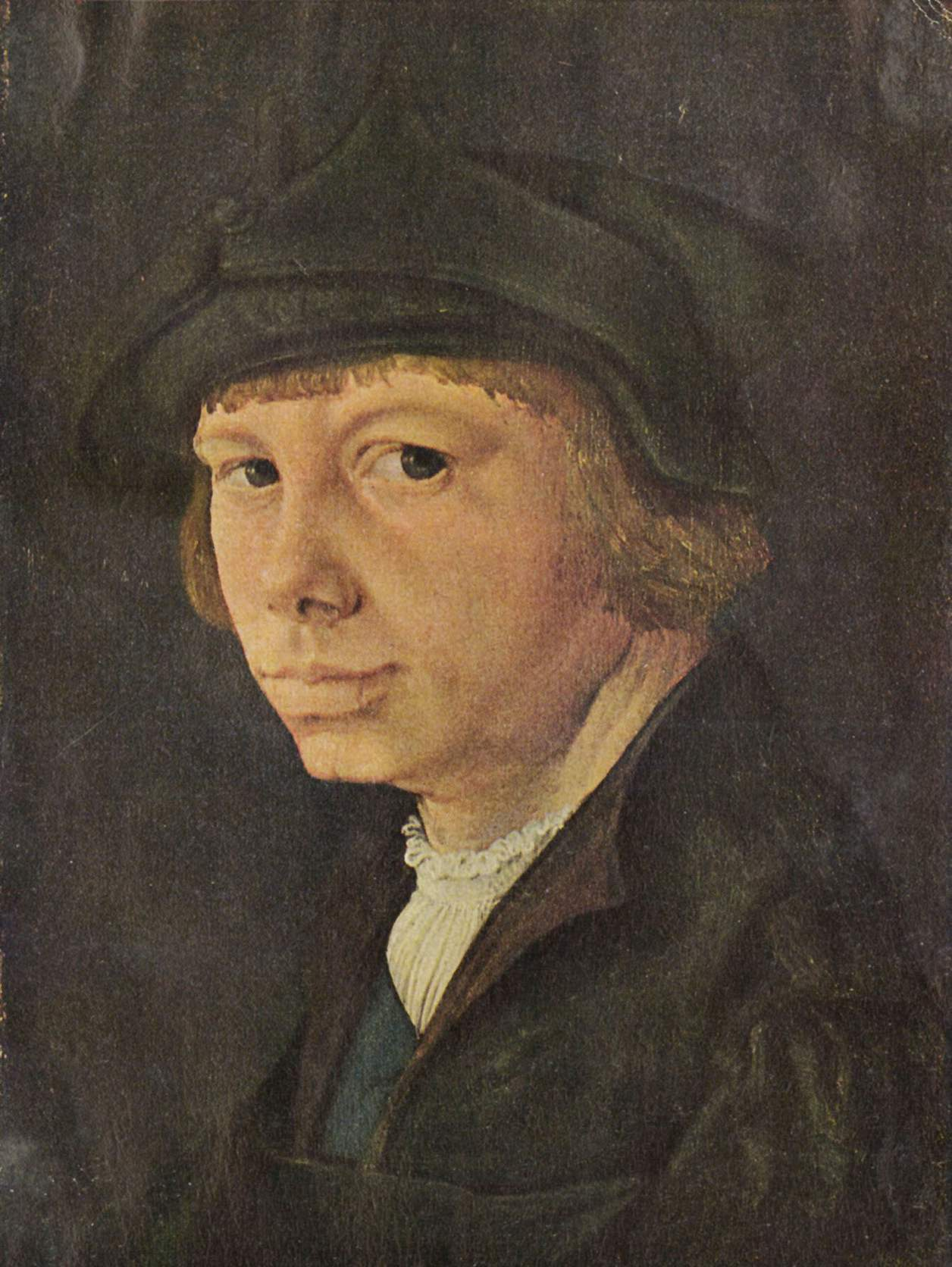
Lucas van Leyden, Portret van een man, mogelijk zelfportret, tussen 1525 en 1530
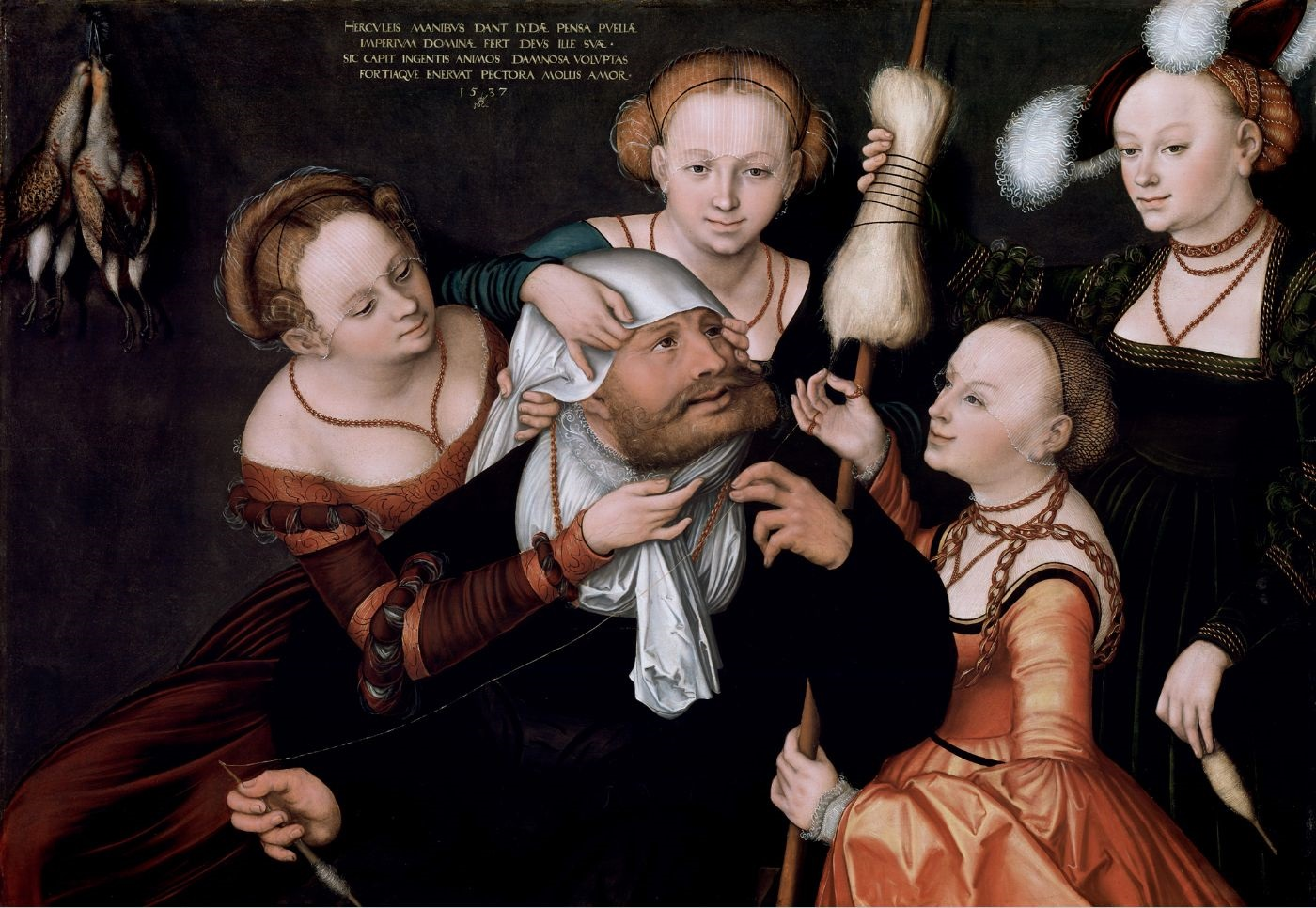
Lucas Cranach de Oudere, Heracles moet vrouwenwerk doen voor Omphale, 1537
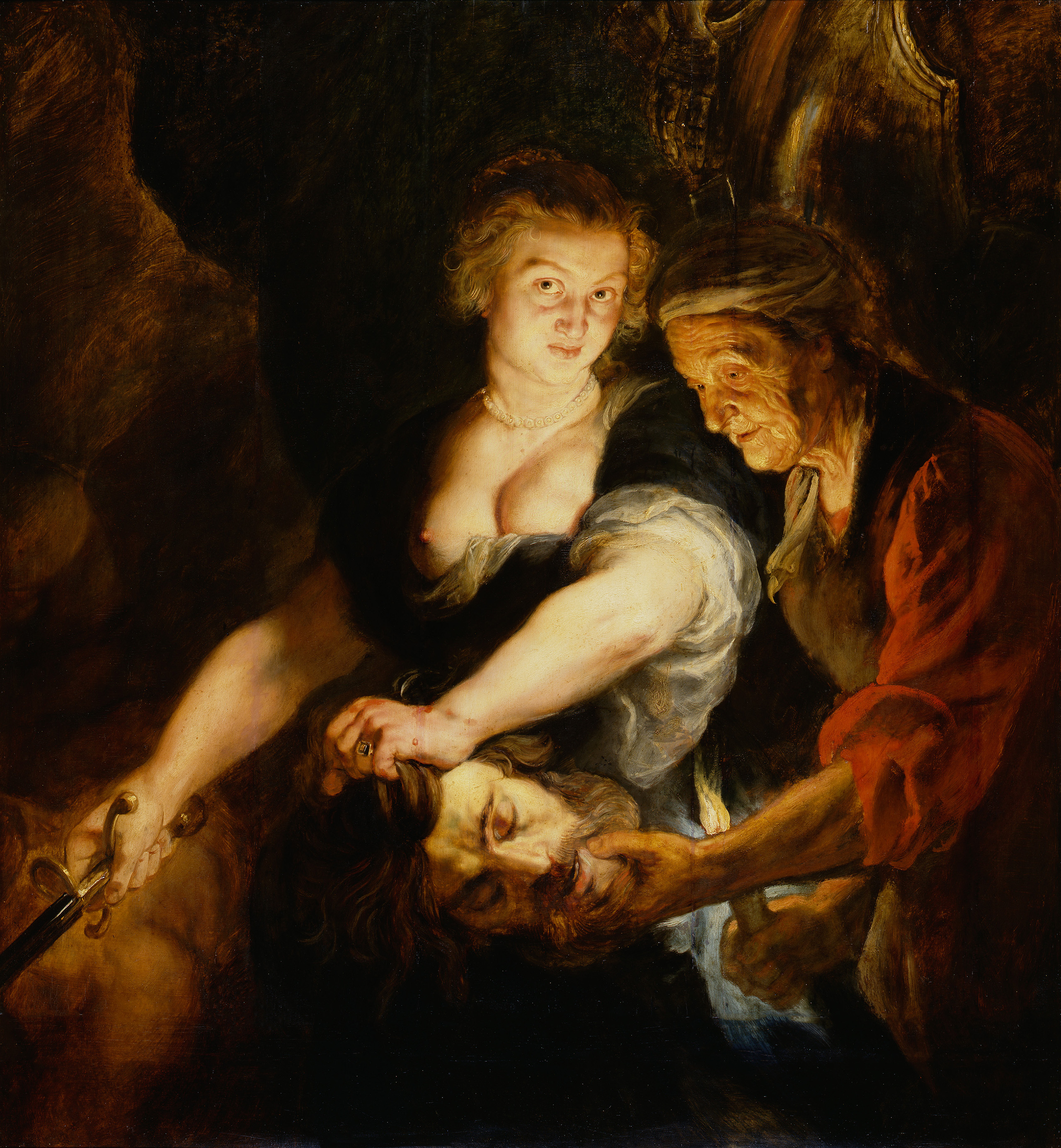
Peter Paul Rubens, Judith met het hoofd van Holofernes, ca. 1616
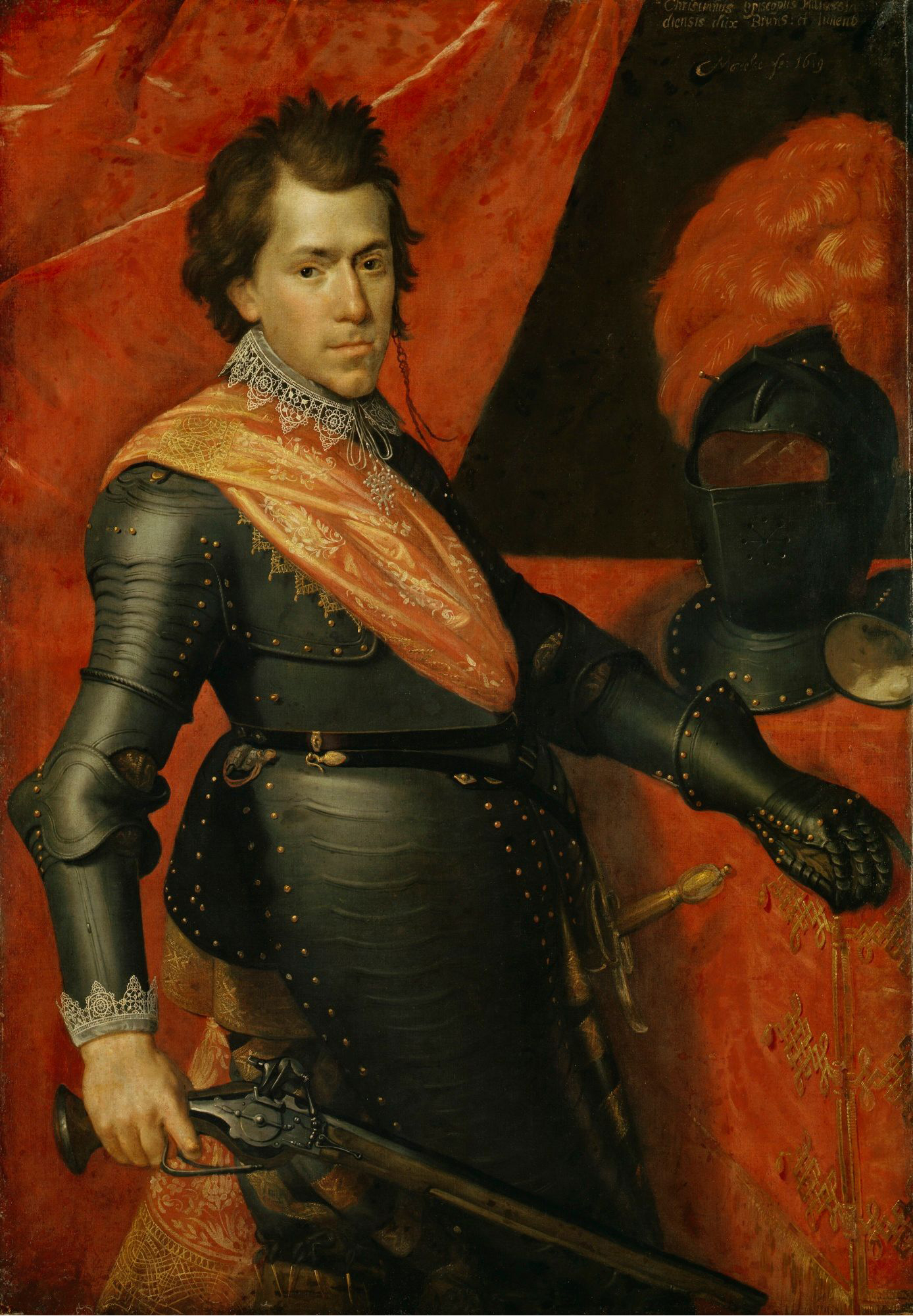
Paulus Moreelse, Portret van hertog Christiaan van Brunswijk-Wolfenbüttel, 1619
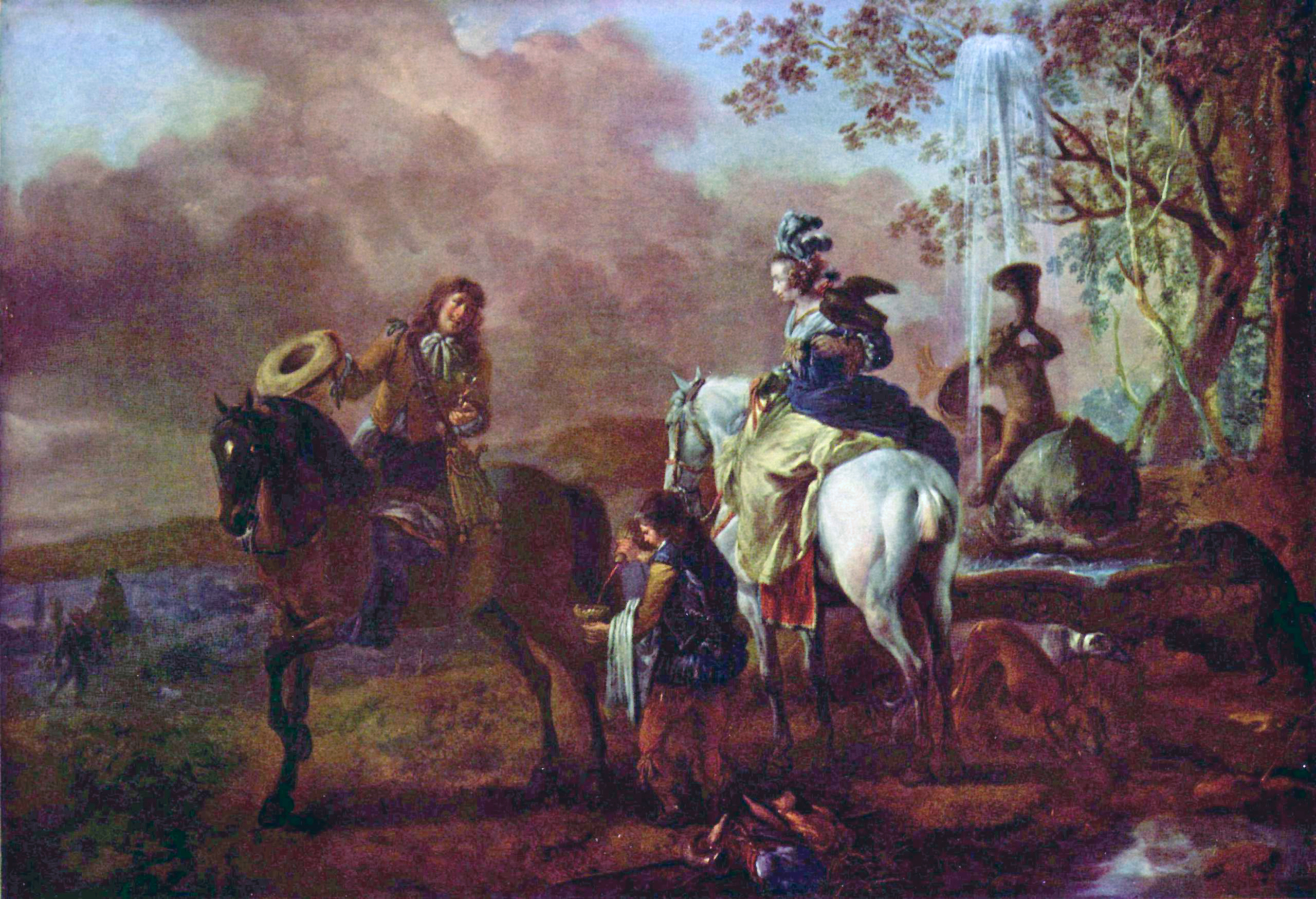
Philips Wouwerman, Rust tijdens de valkenjacht, midden 17e eeuw
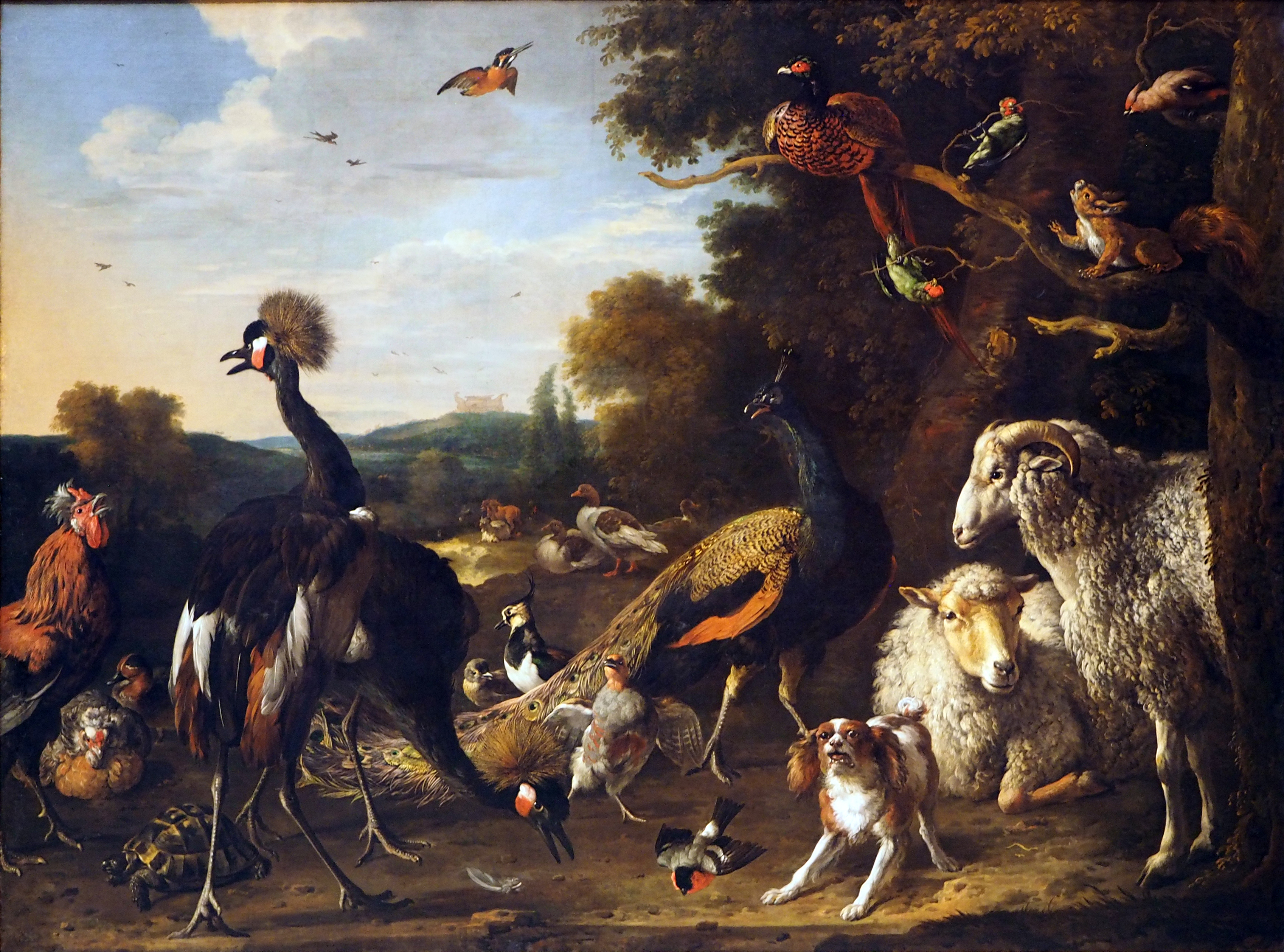
Melchior d'Hondecoeter, Dieren voor de Ark van Noach, ca. 1680
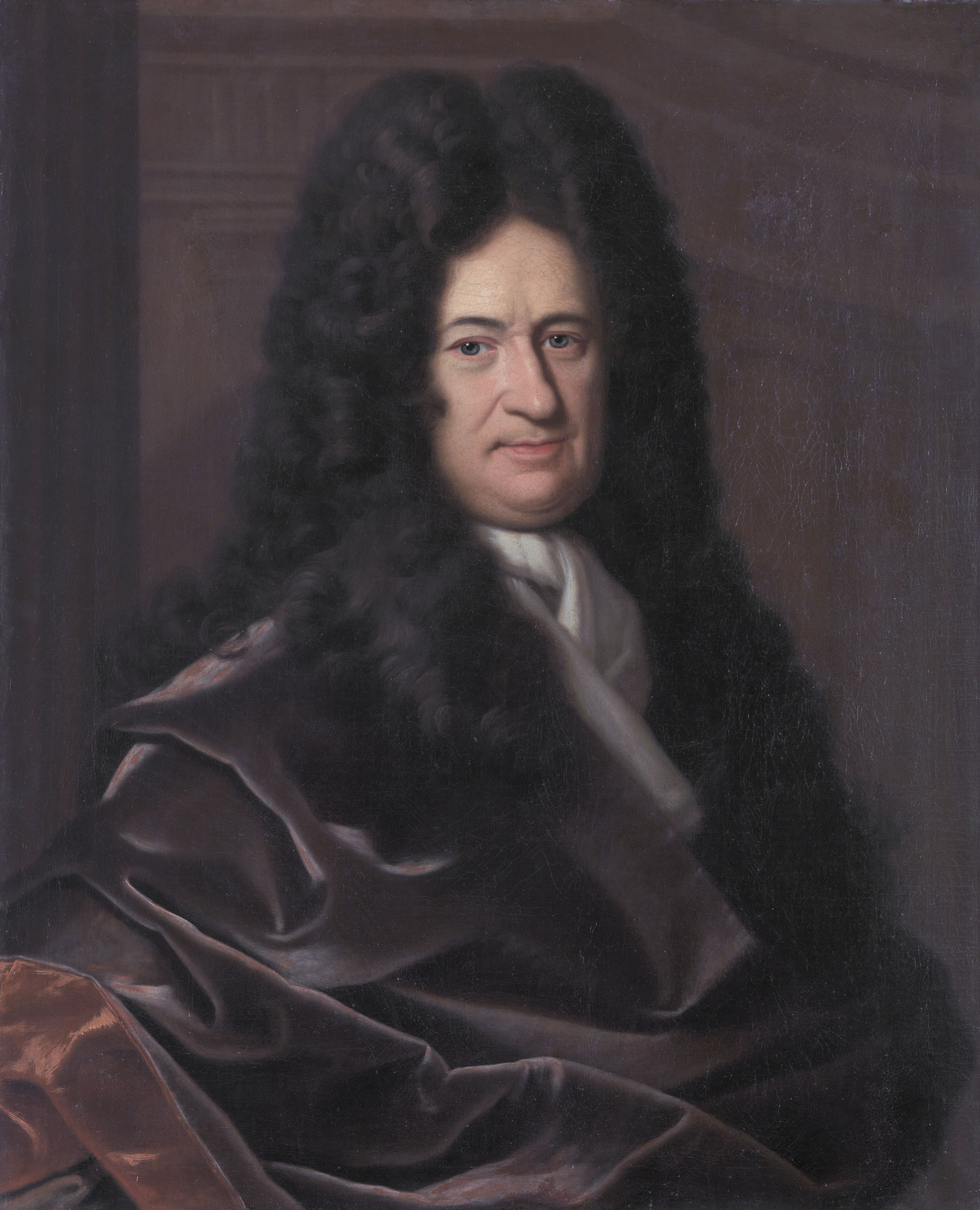
Bernhard Christoph Francke, Portret van Gottfried Wilhelm Leibniz, ca. 1700
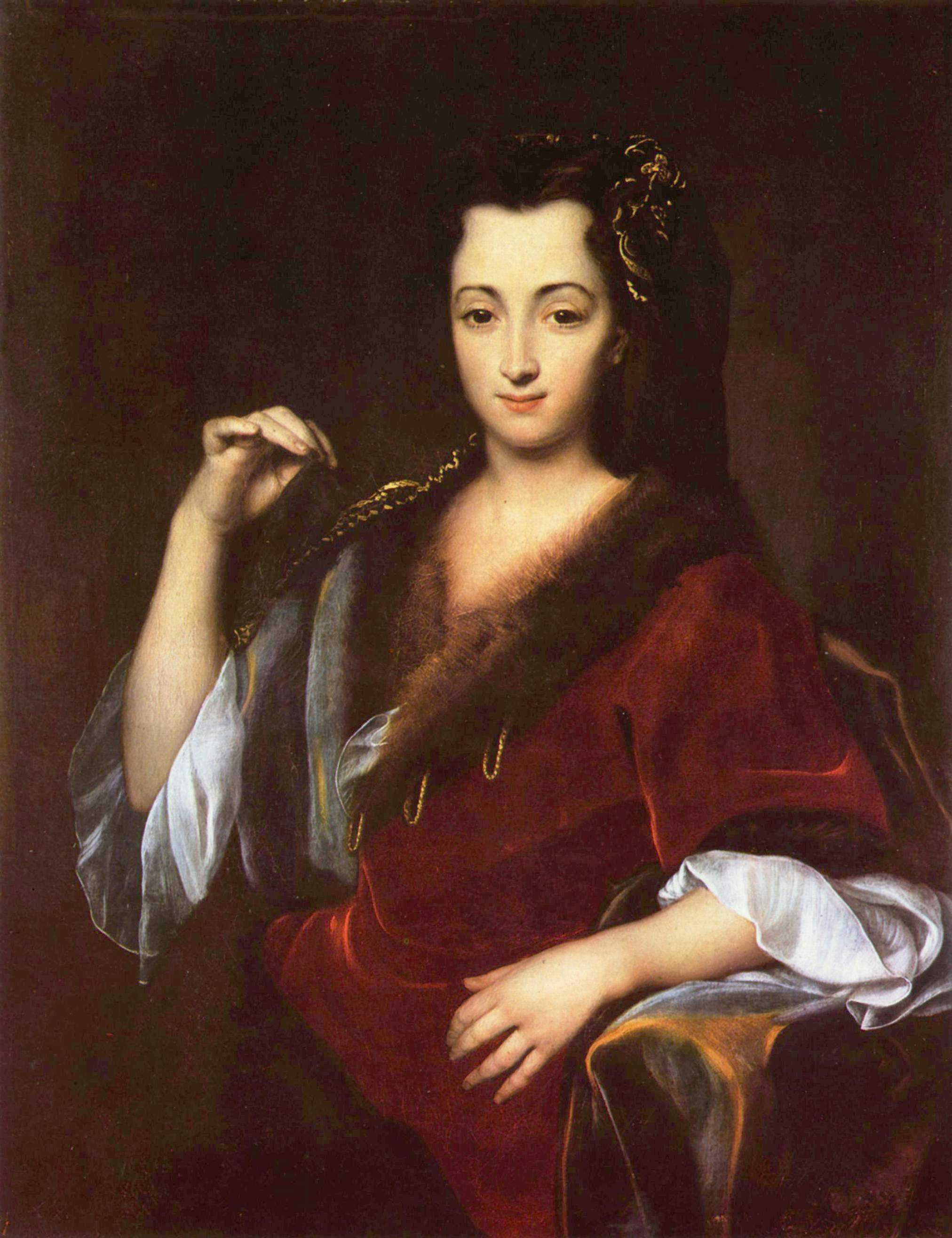
Jan Kupecký[4], Portret van een jonge Poolse vrouw, ca. 1710

## Overige afbeeldingen

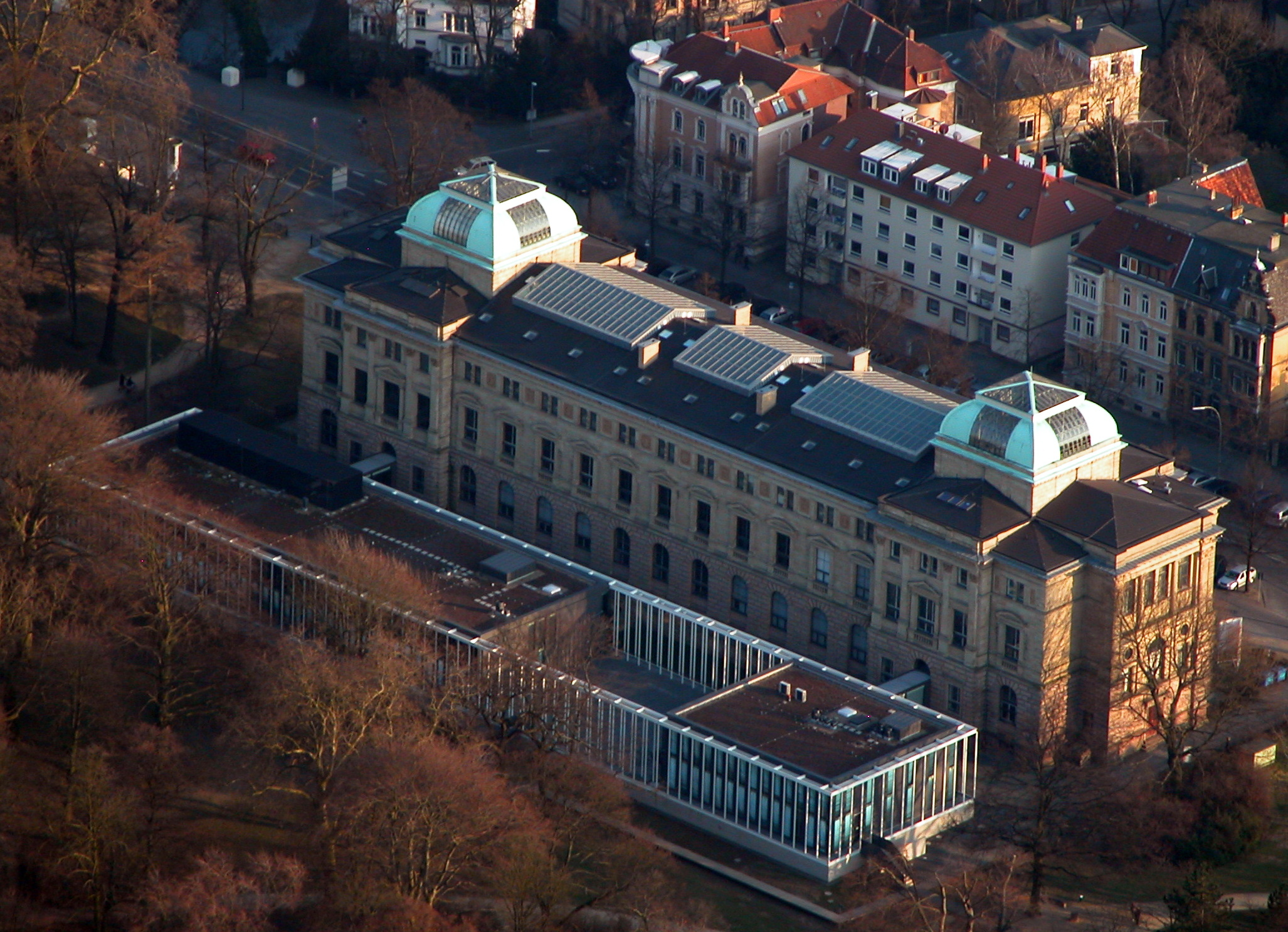
Luchtfoto van het HAUM na de laatste uitbreiding in 2011
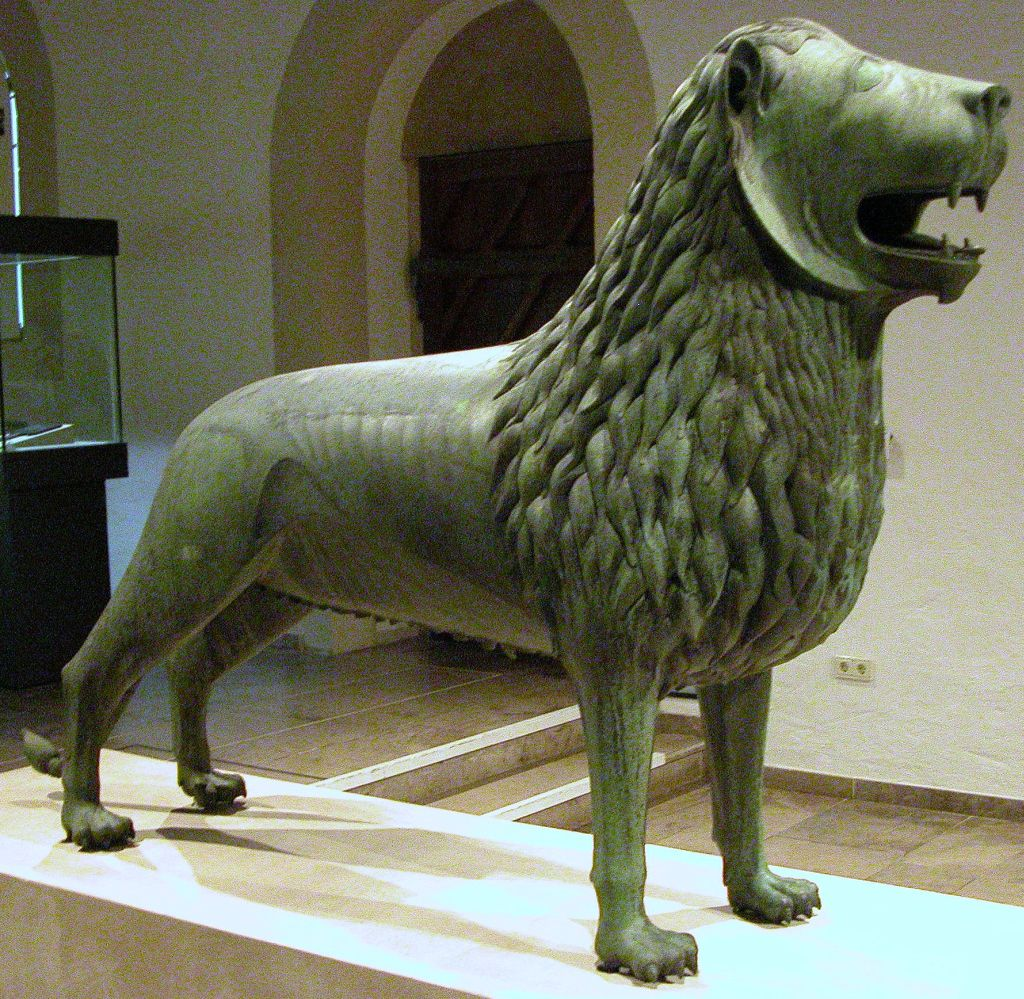
Origineel Brunswijker Leeuw, 2e helft 12e eeuw, Burg Dankwarderode